# La Loge
La Loge är en kommun i departementet Pas-de-Calais i regionen Hauts-de-France i norra Frankrike. Kommunen ligger i kantonen Hesdin som tillhör arrondissementet Montreuil. År 2022 hade La Loge 218 invånare.

## Befolkningsutveckling
Antalet invånare i kommunen La Loge
| Referens: INSEE |